# Augyles letovi
Augyles letovi — вид жуків родини пиловусів (Heteroceridae). Описаний у 2018 році.

## Назва
Вид названо на честь російського музиканта Ігора Лєтова (1964—2008), лідера гурту «Гражданская оборона».

## Поширення
Відомий лише з єдиного зразка, що зібраний у 1976 році в провінції Хоабінь на півночі В'єтнаму.

## Опис
Довжина — 3,2-3,3 мм. Забарвлення світло-коричневе, на спинці є світло-жовті плями. Статевий диморфізм незначний. Судячи з морфологічними ознаками, вид близький до Augyles rejseki і Augyles hiekei.